# The Social Network Song
A The Social Network Song (OH OH - Uh - OH OH), eredeti cím: Facebook Uh, Oh, Oh (A Satirical Song) (magyarul: A közösségi háló dal, illetve Facebook Uh, Oh, Oh (Egy szatirikus dal)) egy popdal, amely San Marinót képviselte a 2012-es Eurovíziós Dalfesztiválon. A dalt a San marinói Valentina Monetta adta elő angolul.
A dalt 2012. március 16-án egy sajtótájékoztató kereteiben mutatták be, miután pár nappal kiderült, hogy a tartalma miatt az EBU szabályaiba ütközik a terméknév megjelölés – Facebook – miatt, ezért kaptak pár nap határidőt, hogy átírják a dalt, vagy készítenek egy újat. Végül március 22-én készült el az új verzió, mely tartalmilag ugyanazt a mondandót hordozza magában, melyet az első verzió is.
Az Eurovíziós Dalfesztiválon a dalt a május 22-én rendezett első elődöntőben adták elő, a fellépési sorrendben tizenegyedikként az izraeli Izabo Time című dala után, és a ciprusi Ivi Adamou La La Love című dala előtt. Az elődöntőben 31 ponttal a 14. helyen végzett, így nem jutott tovább a döntőbe.
A következő san marinoi induló ismét Valentina Monetta volt Crisalide (Vola) című dalával a 2013-as Eurovíziós Dalfesztiválon.